# Graiguenamanagh
Graiguenamanagh o Graignamanagh (dall'irlandese Gráig na Manach, che significa "villaggio dei monaci") è una cittadina dell'Irlanda che sorge nella parte meridionale della contea di Kilkenny.

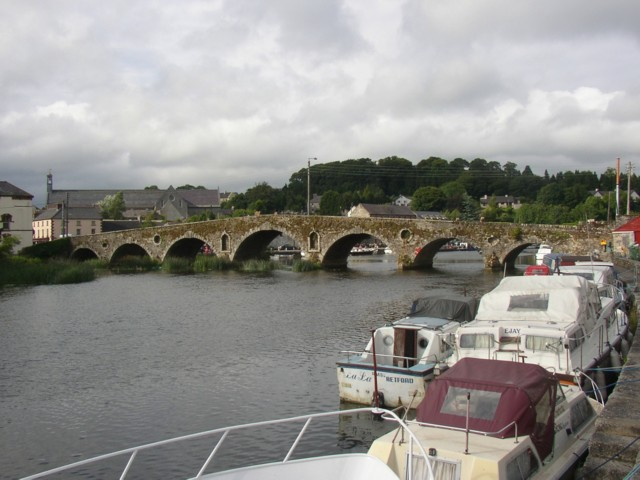
Ponte sul fiume Barrow fra Graiguenamanagh e Tinnahinch.

La città si sviluppa sulle rive del fiume Barrow lungo la strada South Leinster Way a 23 km a sud-est di Kilkenny e alle pendici del colle Brandon Hill (513 m). Il censimento del 2011 le assegna una popolazione di 1 543 abitanti insieme al villaggio di Tinnahinch che si trova sull'altra riva del fiume Barrow.
È famosa per un'antica abbazia, la Duiske Abbey, fondata nel 1204, che è stata una delle più grandi e importanti abbazie cistercensi di tutta l'Irlanda. Abbandonata e quasi diroccata, è stata completamente restaurata. Il nome dell'abbazia deriva dal termine gaelico Dubh Uisce (Black Water in inglese) che è un affluente del fiume Barrow. Poco è rimasto dell'antica abbazia, tra cui una sezione delle piastrelle del pavimento e, all'ingresso, un altorilievo del XIV secolo, detto Knight of Duiske, che raffigura un cavaliere con cotta che mette mano alla spada.
Nel terreno circostante l'abbazia si trovano due High Cross, le croci tipiche della cultura celtica; la più alta delle due, quella meglio conservata, raffigura alcune scene della crocefissione, il sacrificio di Isacco da parte di Abramo e un originale David mentre suona l'arpa.